# Karel Špillar

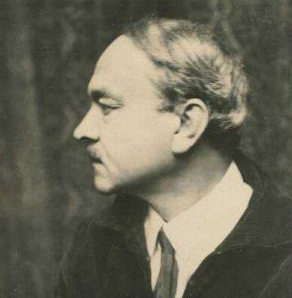
Karel Špillar

Karel Špillar (* 21. November 1871 in Pilsen; † 7. April 1939 in Prag) war ein tschechischer Maler und Grafiker des Jugendstils.

## Leben

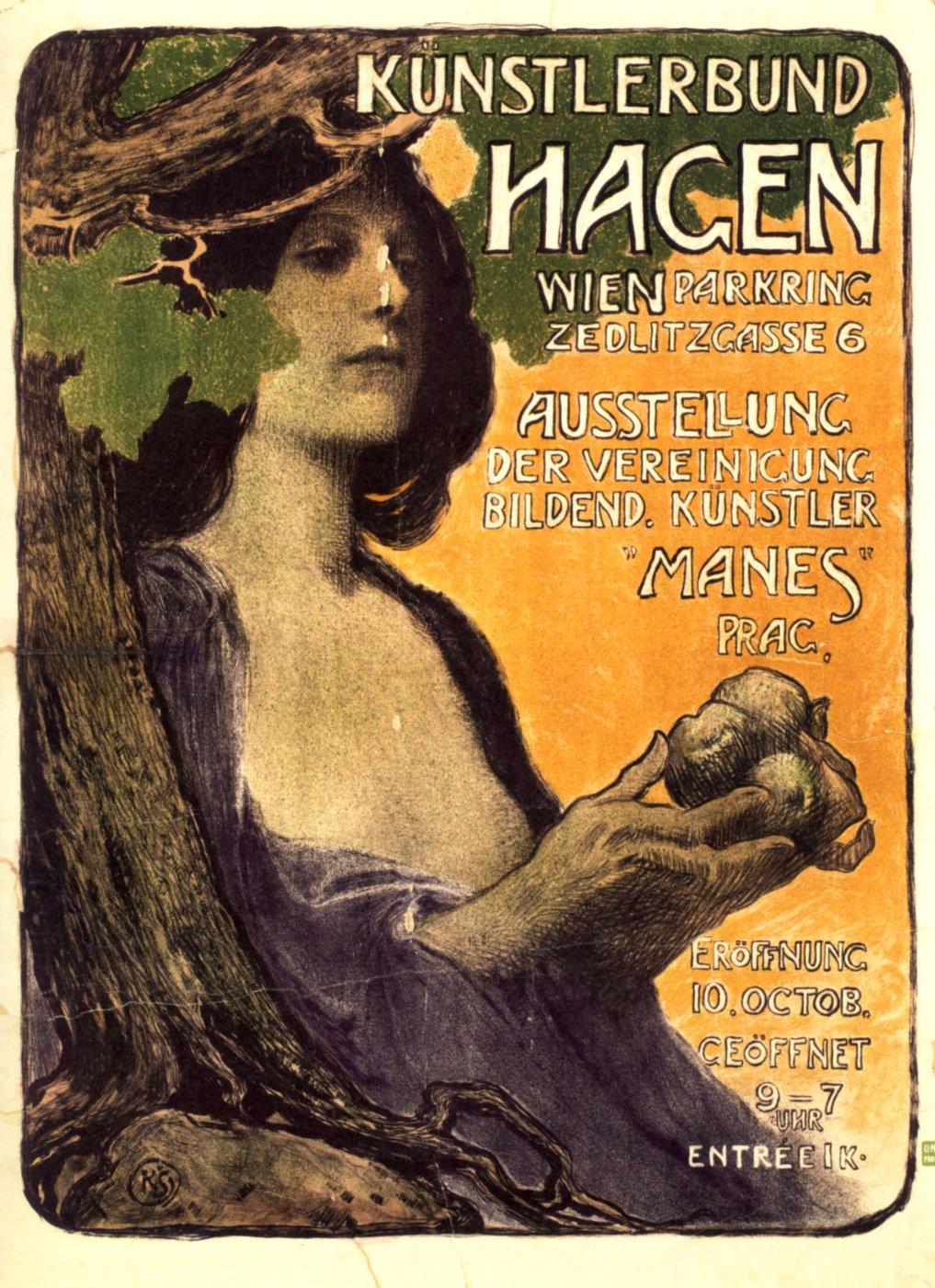
Plakat einer Ausstellung der Künstlervereinigung Mánes im Hagenbund in Wien, 1902

Karel Špillar war der jüngere Bruder des Malers Jaroslav Špillar. Er besuchte das Gymnasium in Prag und studierte anschließend 1885–1893 an der Prager Kunstgewerbeschule bei František Ženíšek dekorative Malerei sowie gleichzeitig von 1887 bis 1892 an der Akademie der Bildenden Künste Prag.
Špillar unterhielt gemeinsam mit seinem Freund Jan Preisler in Prag ein Atelier. Nach dem Studium führten ihn mehrere Reisen nach Italien, Spanien und London. Von 1902 bis 1908 weilte er in Frankreich, hauptsächlich in Paris und in Onival in der Normandie, wo sich eine tschechische Künstlerkolonie mit T. F. Šimon, Hugo Boettinger und Otakar Španiel befand. Der Tod des Vaters und die Erkrankung seines Bruders zwangen ihn zur Rückkehr nach Prag. Dort wurde er 1912 Nachfolger Preislers als Lehrer für Aktzeichnen an der Kunstgewerbeschule. 1925 wurde er ordentlicher Professor. In den Sommermonaten weilte er ab 1910 in Hochofen in Südböhmen, wo er das Atelier seines Bruders übernommen hatte, 1930–1931 in der Bretagne.
Seit 1896 war Špillar Mitglied der Künstlervereinigung Mánes.

## Werk

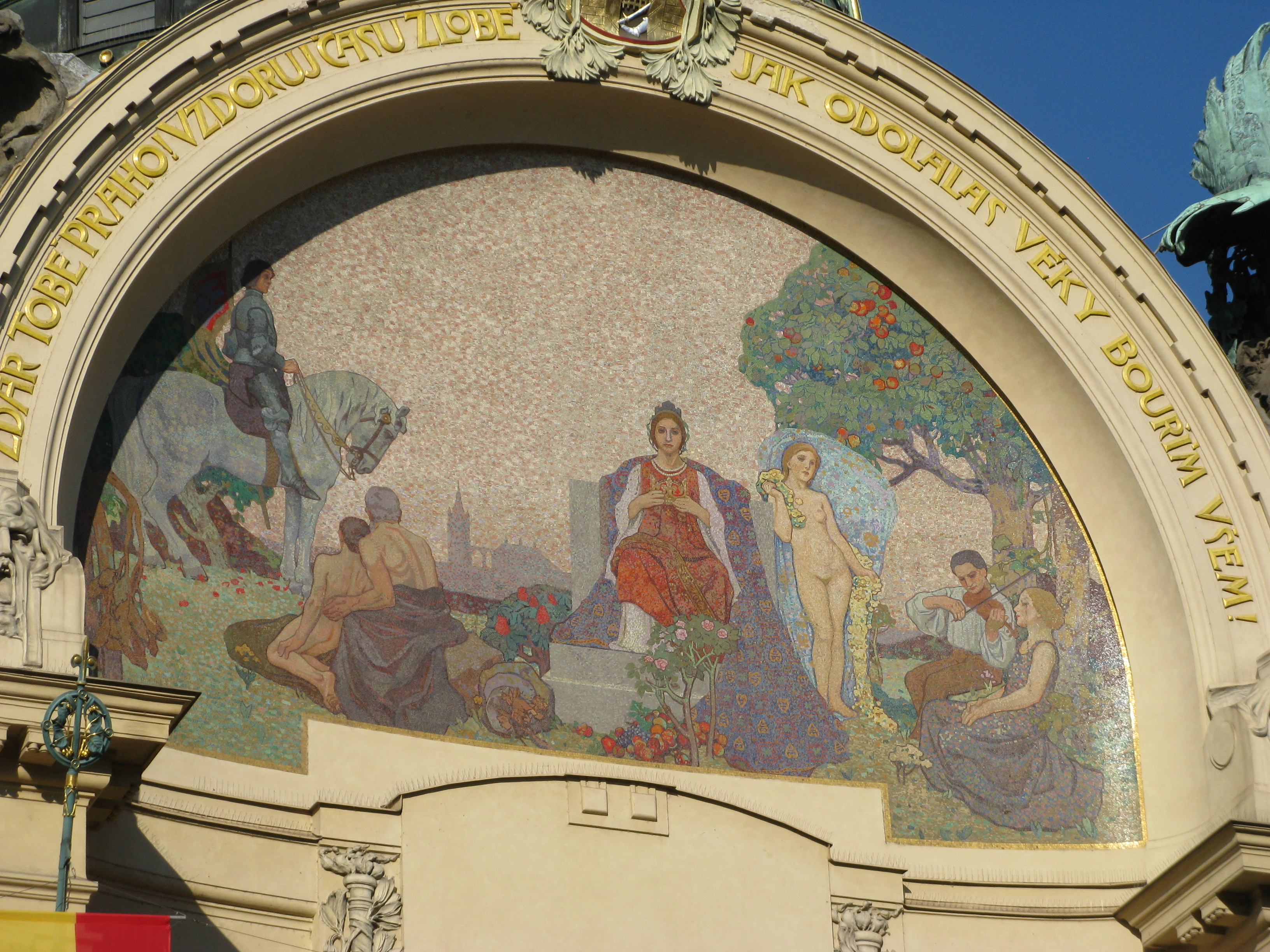
Mosaik über dem Portal des Prager Gemeindehauses

Als Maler war Špillar ein Vertreter des Synthetismus und schuf vor allem Szenen aus dem Großstadtleben. Außerdem malte er Akte. Als Kunstgewerbler stellte er zahlreiche dekorative Arbeiten im Jugendstil her, machte Plakate, Illustrationen (z. B. für die Zeitschrift Volné směry) und Exlibris (z. B. für Jindřich Jindřich und den Schriftsteller Jan Vrba). Bekannt ist Špillar heute noch für mehrere Wandmalereien in Prag und das Mosaik Apotheose Prags auf dem dortigen Gemeindehaus.
Werke Špillars befinden sich in der Nationalgalerie Prag und in der Západočeská Galerie in Pilsen.
- Innendekorationen für den Pavillon der Prager Handelskammer, Weltausstellung Paris (1900), gemeinsam mit Jan Preisler
- Dekorationen für das Hotel Central, Prag (1901), gemeinsam mit Jan Preisler
- Mosaike für die Fassade des Obecní dům, Prag (1907)
- Wandmalereien im Smetana-Saal, Obecni dům, Prag (1910)

## Ehrungen
Am 10. November 2010 brachte die tschechische Post im Rahmen der Serie Kunst auf Briefmarken eine Marke zu 30 CZK heraus, die das Gemälde Frühling aus dem Jahr 1912 (Prag, Nationalgalerie) von Karel Špillar zeigt.